# Francesca Cuart Ripoll
Francesca Cuart Ripoll (1938, Llucmajor, Mallorca - 1997, Palma, Mallorca) fou una soprano i professora de cant mallorquina. Estudià al Conservatori de Palma, ampliant estudis a València, Madrid, Barcelona i Itàlia. Actuà a Palma, Barcelona i París. Entre 1990 i 1993 fou directora i professora de cant del Conservatori Professional de Música i Dansa de Palma. El 1991 publicà el manual L'instrument del cant: la veu, la paraula i cant.